# Музей изобразительных искусств Вест-Бунд
Музей изобразительных искусств Вест-Бунд (кит. 西岸美术馆) — находится в Шанхае, Китай. Является одним из филиалов французского музея современного искусства Центр Помпиду. Открыт в 2019 году. Расположен в центральной части Шанхая (район Сюйхой), на набережной реки Хуанпу (известна как Западный Бунд), в музейном квартале. Сотрудничество музея Вест-Бунд и Центра Помпиду рассчитано на 5 лет и подразумевает проведение 20 выставок до 2024 года.

## Концепция и история
Впервые идея о создании полноценного филиала французского музея современного искусства в Шанхае была озвучена в 2007 году, однако позже от реализации идеи отказались. В 2015 году было принято решение о создании временного филиала музея. Идея заключалась в том, чтобы открыть временный филиал на пять лет с возможностью продления, как это было успешно реализовано с филиалом Центра Помпиду в Малаге, Испания. Соглашение о культурном сотрудничестве было подписано двумя странами в июле 2017 года. В январе 2018 года строительство нового музея было подтверждено председателем КНР Си Цзиньпином и президентом Франции Эмманюэлем Макроном во время визита последнего в Китай.
Музей расположен на берегу реки Хуанпу. Развитие всей музейной зоны набережной реки было поручено китайскими властями специально созданной государственной компании West Bund Group. Последняя спроектировала семикилометровый «арт-коридор» вдоль реки на части территории бывшего промышленного района города. В этом культурном пространстве расположено несколько арт-объектов, среди которых Музей Лонг (крупнейший частный музей Китая), Музей Юз, Шанхайский центр фотографии, Шанхайский парк искусств Tank и Музей Start. Здание, в котором разместился новый музей, занимает площадь более 20 000 квадратных метров и было спроектировано британским архитектором Дэвидом Чипперфилдом. Строительство заняло 6 лет.
Открытие музея состоялось 5 ноября 2019 года при участии президента Франции Эмманюэля Макрона. На первой выставке были представлены работы Пикассо, Кандинского, Дюшана и других художников. Концепция музея подразумевает проведение трёх выставок в год при совместной организации экспозиций французскими и китайскими кураторами.

## Внутреннее пространство
Музей подразделяется на несколько галерей, среди которых галереи 1, 2 и 3 являются основными и экспонируют работы, отобранные кураторами Центра Помпиду и их китайскими коллегами. Галерея 0 используется для проведения специальных выставок. «Галерея творчества» используется для специальных художественных выставок для детей и общественных образовательных мероприятий.